# Grønlands Idrætsforbund
Grønlands Idrætsforbund (kurz GIF, grönländisch Timersoqatigiit Kattuffiat) ist der grönländische Sportverband.

## Geschichte
Grønlands Idrætsforbund wurde 1953 gegründet. In den ersten Jahrzehnten war der Verband ein Teil von Danmarks Idrætsforbund. 1969 gründete Daniel Skifte mit Grønlands Skiforbund den ersten grönländischen Einzelsportverband. Mit Einführung der Hjemmestyre 1979 wurde der GIF unabhängiger und am 1. Januar 1996 wurde der Verband unabhängig. Grønlands Idrætsforbund hat sich das Ziel gesetzt, dass Grönland im Jahr 2030 das sportlich aktivste Land der Welt ist.

## Mitgliedsverbände
Grønlands Idrætsforbund hat neun Mitgliedsverbände für die jeweiligen Einzelsportarten. Diese hatten im Jahr 2020 etwa 9200 Mitglieder, was etwa einem Sechstel der grönländischen Bevölkerung entspricht.
- Arktische Sportarten: Arctic Sports Greenland
- Badminton: Badminton Kalaallit Nunaat
- Fußball: Kalaallit Arsaattartut Kattuffiat
- Handball: Timersoqatigiit Assammik Arsaattartut Kattuffiat
- Kajaksport: Qaannat Kattuffiat
- Skisport: Kalaallit Nunaanni Sisorartartut Kattuffiat
- Taekwondo: Greenland Taekwon-Do Federation
- Tischtennis: Greenland Table Tennis Federation
- Volleyball: Kalaallit Nunaanni Volleyballertartut Kattuffiat